# YunoHost
YunoHost è una distribuzione Linux basata su Debian, indirizzata all'utilizzo server e nata con l'obiettivo di rendere il self-host accessibile a tutti. In altre parole consente di installare e utilizzare il proprio server per ospitare servizi di posta elettronica, siti web, messaggistica istantanea, ecc.
Il nome YunoHost deriva dall'inglese YU-No-Host (‘Perché non sei un host?’), colloquialmente significa ‘Perché non ospiti?’. Questo è un gioco di parole tratto dal meme di Internet “Y U N O”.

## Storia
Il progetto YunoHost è nato nel 2012 a opera di Alexis Gavoty e Adrien Beudin. Nel febbraio 2012, Alexis Gavoty iniziò a configurare il proprio server di posta copiando la configurazione di quello di Adrien Beudin. Questa esperienza lo ha spinto a creare un'interfaccia di amministrazione in grado di automatizzare il processo di configurazione di un server e già a maggio dello stesso anno venne distribuita una prima versione beta. Il giorno successivo all'uscita, il progetto trovò spazio sul blog di Korben. La versione 1.0 stabile è stata pubblicata il 22 agosto 2012.
Tra il 2012 e il 2014 alcuni sviluppatori si unirono al progetto contribuendo alla riscrittura di YunoHost da Ruby a Python.
Con l'arrivo delle prime schede ARM e dell'SBC Raspberry Pi, il mondo del self-hosting ha avuto un grande slancio e diffusione. YunoHost abbraccia le linee guida del progetto FreedomBox, teorizzato da Eben Moglen nel 2010, durante il suo discorso Freedom in the Cloud.
Nel 2014, grazie alla collaborazione degli ISP francesi associati alla Federazione FDN, nasce La Brique Internet, un piccolo computer, o più precisamente un router, progettato per offrire un maggiore controllo e privacy sulla propria connessione internet. La Brique Internet è composta da una scheda ARM Olimex su cui gira la distribuzione YunoHost e una VPN e  permette di semplificare il processo di installazione dei servizi online personali come un server email, un calendario, un cloud personale bypassando le restrizioni imposte dagli ISP commerciali.
Nel 2015, Alexis Gavoty, che fino ad allora convalidava la maggior parte dei contributi, ha ceduto il passo a Jérôme Lebleu.
Alla fine del 2016, il progetto venne interrotto per sei mesi per mancanza di sviluppatori che si occupassero dell'integrazione dei contributi della comunità. Prendendo atto del peso e delle responsabilità indotte da questo ruolo, i contributori cercarono di definire un quadro per condividere questa responsabilità tra più persone attraverso un documento che formalizzasse il funzionamento del collettivo. A seguito di questo importante passaggio Alexandre Aubin divenne il contributore principale del progetto.
Il 25 agosto 2018 nasce l'associazione Support Self-Hosting con lo scopo di sostenere economicamente il progetto YunoHost e la pratica del self-hosting in generale.
Nel 2021, YunoHost conta più di 5 500 installazioni attive, principalmente in Francia  ma, anche a seguito di articoli sul progetto pubblicate su alcune riviste tedesche, prende piede anche in Germania. Da allora la soluzione ha iniziato a essere adottata anche da Scaleway.

## Uscite
| Versione (nome)       | Date di uscita    | Versione Debian | Principali cambiamenti                 |
| --------------------- | ----------------- | --------------- | -------------------------------------- |
| 1.0                   | 22 agosto 2012    | Squeeze         |                                        |
| 2.0                   | 22 giugno 2014    | Wheezy          | Passaggio a Python2 e nginx            |
| 2.2                   | 28 maggio 2015    | Wheezy          | Compatibilità con Jessie               |
| 2.4                   | 20 maggio 2016    | Jessie          | Sistema di ripristino nativi           |
| 2.5 (Chelsea Manning) | 24 gennaio 2017   | Jessie          | Supporto a Let's Encrypt               |
| 2.6 (Aaron Swartz)    | 23 giugno 2017    | Jessie          | Modifica degli URL delle App           |
| 2.7 (Eben Moglen)     | 25 agosto 2017    | Jessie          | Strumenti di supporto alla migrazione  |
| 3.0                   | 17 giugno 2018    | Stretch         | Passaggio a Stretch                    |
| 3.1                   | 15 agosto 2018    | Stretch         | Autoconfigurazione delle mai           |
| 3.2                   | 11 settembre 2018 | Stretch         | Condivisione dei log per il supporto   |
| 3.3                   | 23 novembre 2018  | Stretch         | Indicatore di qualità delle App        |
| 3.4                   | 29 gennaio 2019   | Stretch         | Correzioni bug di sicurezza            |
| 3.5                   | 9 aprile 2019     | Stretch         | Supporto ai temi per il portale utente |
| 3.6                   | 5 luglio 2019     | Stretch         |                                        |
| 3.7                   | 27 marzo 2020     | Stretch         | Gestione dei gruppi                    |
| 3.8                   | 20 maggio 2020    | Stretch         | Sistema di diagnostica                 |
| 4.0                   | 20 luglio 2020    | Buster          | Passaggio a Buster                     |
| 4.1                   | 8 gennaio 2021    | Buster          | Relay di posta + gruppi v2             |
| 4.2                   | 8 maggio 2021     | Buster          | Passaggio e Python 3 e Vue.js          |
| 4.3                   | 4 novembre 2021   | Buster          |                                        |
| 4.4                   | 10 agosto 2022    | Buster          |                                        |
| 11.0                  | 10 agosto 2022    | Bullseye        | Passaggio a Bullseye                   |
| 11.1                  | 31 gennaio 2023   | Bullseye        | Sistema di pacchetti v2                |
| 11.2                  | 17 luglio 2023    | Bullseye        |                                        |
| 11.3                  |                   | Bullseye        |                                        |
| 12.0                  |                   | Bookworm        |                                        |

## Critiche
Nel 2017, Aeris, lo sviluppatore di Cozy Cloud, in un suo intervento tenutosi all'interno di una conferenza dell'associazione studentesca Hack2g2 parlò della sicurezza e dell'affidabilità dei sistemi di self-hosting come YunoHost o Cozy Cloud. Nel suo intervento, Aeris, riteneva che la mancanza di regolari aggiornamenti da parte degli utenti esponeva questi sistemi a rischi di compromissione e alla creazione di botnet.